# Pajęczyna (dramat)
Pajęczyna (ang. Spider's web) – sztuka teatralna z 1954 roku, napisana przez znaną autorkę powieści kryminalnych, Agathę Christie. W 2000 roku pisarz Charles Osborne napisał na jej podstawie powieść pod tym samym tytułem.

## Opis fabuły
Klarysa Hailsham-Brown, żona Henry'ego Browna, urzędnika Ministerstwa Spraw Zagranicznych, pewnego wieczoru odkrywa w swoim salonie zwłoki Olivera Costello, obecnego męża byłej żony Henry'ego. Przekonana o tym, że morderstwa dokonała jej pasierbica, postanawia ukryć zbrodnię z pomocą trojga przyjaciół. Sprawa wychodzi jednak na jaw i rozpoczyna się polowanie na mordercę.